# Moïse Ier de Manazkert
Moïse Ier de Manazkert ou Movsès Ier Manazkertsi (en arménien Հովսեփ Ա Հողոցմեցի) est un catholicos de l'Église apostolique arménienne de 456 à 461.

## Biographie
Moïse appartient vraisemblablement à la seconde famille ecclésiale arménienne (la première étant celle de Grégoire l'Illuminateur), descendant d'Albanios de Manazkert. Il est désigné catholicos en 456, et le reste jusqu'en 461, lorsque Giout d'Arahez lui succède.